# 八ツ坂トンネル
八ツ坂トンネル（やつざかトンネル）は、福島県いわき市にある道路トンネルである。

## 概要
- 全長 : 180.0 m
- 全幅 : 13.0 m (20.5 m)
- 全高 : 6.713 m
- 工法：新オーストリアトンネル工法|NATM工法（側壁先進導坑機械掘削方式）
- 竣功 : 1986年3月
- 施工 : 加持和・堀江・山木・建設共同企業体[1][2]

いわき市平市街地南部にある丘陵を貫くトンネルであり、福島県道26号小名浜平線を通す。南側坑口は平下荒川字諏訪下、北側坑口は平南白土字八ツ坂に位置する。1973年8月に策定された都市計画道路平磐城線の一部であり、従来の県道のバイパスとして1983年度重要幹線街路事業として事業化された。1984年3月1日に起工され、9月27日に貫通、1989年3月に開通した。総工費は10億9400万円。開通当初から片側2車線で供用されている。トンネル上部には寺院や八ツ坂団地が位置している。

## 周辺
- 八ツ坂歩道橋
  - 全長：30.57m
    - 主径間：29.8m

  - 幅員：2.1m
  - 形式：中路式鋼ローゼ橋
  - 竣工：1988年度

トンネル北詰の八ツ坂団地交差点付近の歩行者数増加に伴い、小名浜平線東側の住居地と西側の商業地、学校地区への安全な道路横断のために緊急地方道整備事業により建設された。小名浜平線の歩道に支障をきたさず景観にも優れるローゼ橋が採用された。桁部は朱色に塗装されている。総工費は5100万円。
- 福島県立平工業高等学校
- 滑津川
- 八ツ坂団地
- 龍門寺